# Anomala phaeoloma
Anomala phaeoloma är en skalbaggsart som beskrevs av Ohaus 1925. Anomala phaeoloma ingår i släktet Anomala och familjen Rutelidae. Inga underarter finns listade i Catalogue of Life.